# Оборона Куддалора
Оборона Куддалора (фр. Siège de Gondelour) — оборона французскими и майсурскими войсками крепости Куддалор во время Второй англо-майсурской войны.

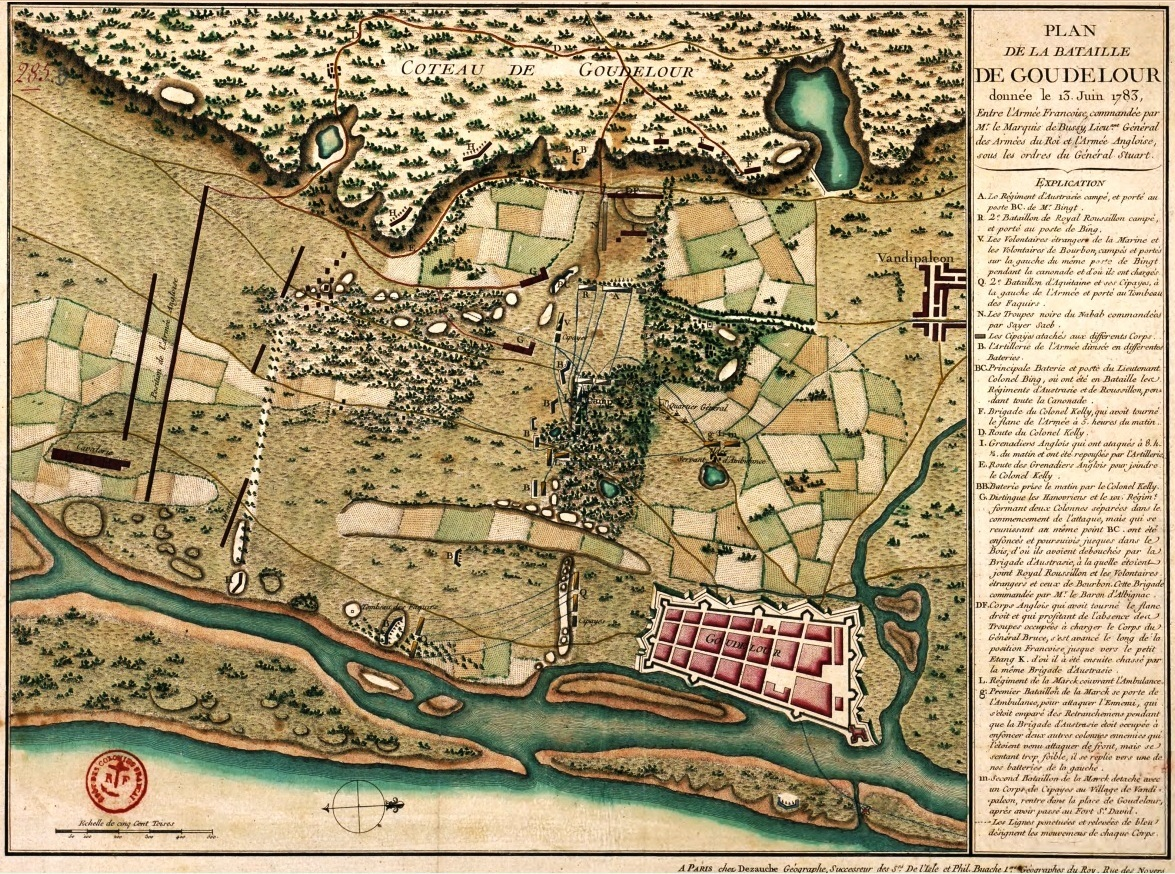
План форта Кулладор и бой у реки Поннияр

4 апреля 1782 года британский гарнизон крепости Куддалор (около 700 человек, в основном сипаи) капитулировал перед французскими войсками. Взятие Куддалора позволило адмиралу Сюффрену иметь постоянную морскую базу, и она стала центром французских операций вдоль Коромандельского побережья Индии. Прибытие 16 марта 1783 года из Франции командующего экспедиционным корпусом в Индии Шарля де Бюсси с подкреплением в 2227 солдат позволило увеличить гарнизон до 3000 европейских солдат и 2200 сипаев.
Англичане отправили против де Бюсси всю свою мадрасскую армию — 3800 европейцев, прекрасно приспособленных к климату, и 13 000 сипаев. 21 мая бригадир Джеймс Стюарт, новый командир английских войск Мадрасского президентства, двинулся на юг. Де Бюсси посылал письмо за письмом Сюффрену, прося находящегося на Цейлоне адмирала как можно скорее прибыть к Куддалору.
Подойдя 6 июня к Куддалору, Стюарт решил перейти реку Поннияр, в это время года пересохшую, в наиболее удобном месте и обойти крепость с юга. Де Бюсси, не имея собственной кавалерии, не решился атаковать неприятеля и вынужден был отойти со своими войсками на новую позицию.
13 июня 1783 года в 4 часа утра англичане под прикрытием артиллерии начали атаку на правом фланге, желая зайти в тыл и окружить французов. Однако в самый последний момент, когда, казалось, Стюарт достиг своей цели, французские орудия, умело расставленные де Бюсси, открыли огонь по англичанам, которые, потеряв много солдат и смешав строй и отошли. Спустя час английские войска вновь пошли в атаку на правом фланге. Де Бюсси перебросил о левого фланга подкрепление, и англичане опять отступили. В 8 часов утра англичане предприняли генеральную атаку с целью захватить французские пушки и на протяжении трех часов атаковали правый фланг. Благодаря контратаке в штыки лучшего французского подразделения — Австразийского полка — англичане были отбиты и отступили. Если бы де Бюсси располагал конницей, судьба сражения была бы решена. Через час последовала новая атака на правом фланге, и англичанам удалось захватить эту позицию ценой больших потерь. На дальнейшее продвижение английские солдаты из-за жары и потерь были неспособны. К вечеру де Бюсси принял решение отойти в Куддалор. В бою у реки Поннияр французы потеряли незначительное число солдат — около 200 человек. У атакующих англичан потери достигали 2000.
Значительно обескровив противника, де Бюсси рассчитывал выдержать длительную осаду и надеялся, что флот Сюффрена все-таки подойдет к Куддалору. 20 июня после выигранного сражения Сюффрен отогнал английский флот от Куддалора, и 23 июня французская эскадра торжественно вернулась к крепости.
Последним столкновением стала вылазка французов из Куддалора, предпринятая 25 июня. Она оказалась довольно неудачной, ибо несколько офицеров попало в засаду к англичанам, хотя и удалось захватить два английских знамени. Однако решающего значения в общем ходе военных действий это событие не имело. Англичане, видя поддержку флота Сюффрена, так и не рискнули атаковать крепость, несмотря на то что имели большое численное превосходство.
30 июня с британским фрегатом пришли первые сведения о предварительном мире между Англией и Францией, и 2 июля боевые действия прекратились. По Парижскому миру (1783) Куддалор был возвращен Великобритании в обмен на Пондишерри.